# Aleksandr Sorokin
Aleksandr « Sania » Sorokin (en lituanien : Aleksandras Sorokinas) est un athlète lituanien né le 30 septembre 1981. Spécialiste de l'ultrafond, il remporte le Championnat du monde des 24 heures en 2019 à Albi. Il est l'actuel détenteur de plusieurs records du monde d'ultra-marathon, notamment ceux des 100 kilomètres, des 100 milles, des 12 heures et des 24 heures.

## Biographie
Aleksandr Sorokin débute tardivement la course à pied à l'âge de 31 ans afin de perdre du poids. Il démontre très rapidement des qualités exceptionnelles sur des courses de fond et participe à son premier 100 km en 2013.
En 2015, il établit le record de Lituanie des 24 heures (242,189 km) et des 100 km (6 h 50 min 34 s) lors des Championnats du Monde respectifs.
En 2017, il remporte le prestigieux Spartathlon, devenant le 35e vainqueur et le 3e athlète le plus rapide sur cette course,.
Il remporte les Championnats du Monde des 24 heures à Albi en 2019 avec la marque de 278,972 km,.
En 2021, Aleksandr Sorokin établit le nouveau record du monde des 24 heures (309,399 km) améliorant le précédent record de Yannis Kouros datant de 24 ans (303,506 km en 1997).
En janvier 2022, lors d'une même course, Aleksandr Sorokin améliore le record du monde des 100 milles (10 h 51 min 39 s) et des 12 heures (177,410 km),.
En avril de la même année, lors du Centurion Running en Grande-Bretagne, il établit un nouveau record dans la catégorie du 100 km avec un temps de 6 h 05 min 40 s.
Le 18 septembre 2022, il améliore son précédent record des 24 heures lors des Championnats d'Europe à Vérone (Italie) en parcourant 319,6 km.
En mai 2023, il améliore de six secondes son propre record du monde des 100 km (6 h 05 min 35 s) à Vilnius,.
Il conserve son titre lors des Championnats du monde en décembre 2023 à Taipei avec une marque à 301,79 km,.